# 5489 Oberkochen
5489 Oberkochen este un asteroid din centura principală de asteroizi.

## Descriere
5489 Oberkochen este un asteroid din centura principală de asteroizi. A fost descoperit pe 17 ianuarie 1993 la Yatsugatake de Yoshio Kushida și Osamu Muramatsu. Asteroidul prezintă o orbită caracterizată de o semiaxă mare de 2,63 ua, o excentricitate de 0,18 și o înclinație de 14,0° în raport cu ecliptica.